# 缘毛景天
缘毛景天（学名：Sedum trullipetalum var. ciliatum）为景天科景天属下的一个变种。

## 扩展阅读
- 維基物種上的相關：缘毛景天